# Prosopocoilus bulbosus
Prosopocoilus bulbosus is een keversoort uit de familie vliegende herten (Lucanidae). De wetenschappelijke naam van de soort is voor het eerst geldig gepubliceerd in 1840 door Hope.